# Karhunsaari (ö i Egentliga Tavastland, Tavastehus)
Karhunsaari är en ö i Finland. Den ligger i sjön Ilmoilanselkä och i kommunen Tavastehus i den ekonomiska regionen  Tavastehus ekonomiska region  och landskapet Egentliga Tavastland, i den södra delen av landet, 120 km norr om huvudstaden Helsingfors. Öns area är 8,3 hektar och dess största längd är 0,9 kilometer i sydöst-nordvästlig riktning.